# Новый Крым (Липецкая область)
Новый Крым — упразднённый посёлок в Задонском районе Липецкой области России. На момент упразднения входил в состав Калабинского сельсовета. Исключен из учётных данных в июле 1987 г.

## География
Располагался в устье безымянного ручья вытекающего из балки Малиновский лог в месте впадения его в реку Кобылья Снова, на расстоянии примерно (по прямой) в 2,5 км к юго-востоку от села Архангельское.

## История
По данным на 1932 год входил в состав Архангельского сельсовета Больше-Полянского района Центрально-Чернозёмной области. С 1933 года в составе Задонского района. Упразднен в июле 1987 г.

## Население
По данным на 1932 год в посёлке проживало 193 человека.